# ريد باترسون (لاعب كرة قاعدة)
ريد باترسون (بالإنجليزية: Red Patterson)‏ هو لاعب كرة قاعدة أمريكي، ولد في 11 مايو 1987 في فريسكو في الولايات المتحدة.

## وصلات خارجية
- ريد باترسون على موقع دوري كرة القاعدة الرئيسي (الإنجليزية)
- ريد باترسون على موقعبيزبول رفرنس.كوم (الدوري الرئيسي) (الإنجليزية)
- ريد باترسون على موقعبيزبول رفرنس.كوم (الدوري الثانوي) (الإنجليزية)
- ريد باترسون على موقع إي إس بي إن.كوم (أم.أل.بي) (الإنجليزية)
- ريد باترسون على موقع مشجعي الرسوم البيانية (الإنجليزية)